# Ruff Wear Performance Dog Gear
Ruffwear Performance Dog Gear é uma fabricante de produtos para o desempenho ao ar livre canino. Fundada em 1994 por Patrick Kruse, Ruffwear, Inc. foi constituída em Julho de 2000. Seus produtos são encontrados em mais de 1.500 pontos de venda em todo o mundo, com um crescimento nacional e internacional contínua. O primeiro produto Ruffwear, a tigela dobrável, fez sua estréia em Salt Lake City, Utha, EUA em 1994. Desde então a Ruffwear cresceu e desenvolveu uma linha completa de produtos caninos para melhorar e inspirar as aventuras ao ar livre de cães e seus donos. Incluindo cintos, bolsas para cachorros, coletes, botas de cão, coleiras, trelas, caminhas e etc.
Como parte de sua filantropia promovendo as atividades ao ar livre para humanos e seus cães, A Ruffwear doa tempo e dinheiro para a preservação de áreas abertas (conservation movement) em parceria com a Aliança de Conservação (The Conservation Alliance). Além disso, Ruffwear trabalha com organizações regionais para criar oportunidades de fortalecer o vínculo entre os seres humanos e seus cães através de um estilo de vida ativo. Ruffwear é membro da Outdoor Industry Association.
Estão no ranking das 100 melhores companias verdes (The 100 Best Green Companies) a responsabilidade corporativa social do Ruffwear foi reconhecido pela Oregon Business Magazine como uma das "100 Melhores Empresas para Trabalhar Verde em Oregon", em junho de 2009.
Ruffwear foi nomeado pela revista Outside uma das  "Melhores Empresas para Trabalhar Na America" em lista em abril de 2010 e classificado n º 41 de 50 empresas selecionadas.